# Jim Read
James Read, detto Jim (Kingston, 18 novembre 1962), è un ex sciatore alpino canadese.

## Biografia
Sciatore polivalente originario di Lake Louise, Jim Read proviene da una famiglia di grandi tradizioni negli sport invernali: è fratello dello sciatore alpino Ken e zio degli sciatori alpini Jeffrey ed Erik e dello sciatore nordico Stefan. Debuttò in campo internazionale in occasione dei XIV Giochi olimpici invernali di Sarajevo 1984, dove si classificò 24º nello slalom gigante; in Nor-Am Cup nella stagione 1985-1986 vinse la classifica di slalom gigante e nella stagione 1986-1987 vinse la classifica di supergigante e fu 2º in quella generale, mentre l'anno dopo ai XV Giochi olimpici invernali di Calgary 1988, sua ultima presenza olimpica, si piazzò 13º nel supergigante e non completò lo slalom gigante e lo slalom speciale. Si congedò dalle competizioni di massimo livello in occasione dei Mondiali di Vail 1989, dove non ottenne piazzamenti di rilievo; da allora prese parte al circuito professionistico nordamericano (Pro Tour) e continuò a prendere parte a competizioni minori (gare FIS, Campionati canadesi) fino al definitivo ritiro, avvenuto in occasione di uno slalom gigante FIS disputato il 1º febbraio 2000 a Nakiska. Non ottenne piazzamenti in Coppa del Mondo.

## Palmarès

### Nor-Am Cup
- Miglior piazzamento in classifica generale: 2º nel 1987[3]
- Vincitore della classifica di supergigante nel 1987[3]
- Vincitore della classifica di slalom gigante nel 1986[senza fonte]

### Campionati canadesi
- 8 medaglie (dati parziali fino alla stagione 1994-1995)
  - 8 ori[1][4] (slalom gigante nel 1982; supergigante, slalom gigante nel 1984; slalom gigante nel 1985; slalom gigante, slalom speciale nel 1986; supergigante, combinata nel 1987)